# Shusuke Sakamoto
Shusuke Sakamoto (født 22. marts 1993) er en japansk fodboldspiller, som spiller for den japanske fodboldklub Azul Claro Numazu.